# Bluesette (brano musicale)

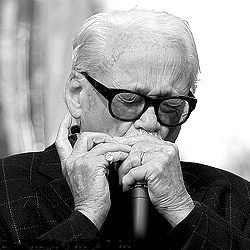
Toots Thielemans

Bluesette è uno standard jazz in tempo di 3/4  composto dall'armonicista e chitarrista belga  Toots Thielemans.  Registrata per la prima volta dallo stesso Thielemans nel 1962, con il testo di Norman Gimbel, la canzone divenne un successo internazionale. Da allora è stata ripresa da numerosi artisti.
La prima incisione, inclusa in seguito nell'album The Whistler & His Guitar (1964) fu realizzata per l'etichetta discografica svedese Metronome Records nel 1962. Thielemans ne fornì una versione fischiata, un'ottava sopra la chitarra elettrica (suonata da lui stesso) accompagnato da Arnold Fishkin (contrabbasso), Dick Hyman (organo Lowrey) e Sol Gubin o Don Lamond  (batteria). 
Con Bluesette Thielemans ha ricevuto candidature ai Grammy Award per "il miglior tema strumentale" nel 1964 e per "il miglior assolo in un album strumentale jazz" nel 1992.

## Cover

### Versioni strumentali
- Chet Atkins per il suo album Progressive Pickin (1964)
- Tito Puente and his orchestra (1966)
- Ray Charles per il suo album My Kind of Jazz (1970)
- Tony Mottola incluso nell'album Tony Mottola's Guitar Factory e realizzato come singolo (1970)
- Hank Jones incluso nell'album Bluesette (album)|Bluesette (1979)
- Bobby Enriquez nell'album Live! in Tokyo (1982)

### Versioni cantate, con testo di Norman Gimbel
- Vikki Carr per il suo album Discovery! Miss Vikki Carr (1964)
- Sarah Vaughan in un singolo realizzato nel 1964
- Chet Atkins per il suo album Progressive Pickin' (1964)
- Johnny Mathis (The Complete Global Albums Collection#Singles and Unreleased, Vol. Two) (1965)
- The Four Tops per l'album On Top   (1966)
- Billy Paul singolo realizzato nel 1969
- Sue Raney (1969) incluso poi nella compilation Breathless (1997)
- Quincy Jones per il suo album Mellow Madness (1975)
- Mel Tormé e Buddy Rich per l'album Together Again: For the First Time (1978)
- Nicole Croisille, nell'album Jazzille/Jazzy (1987)
- Connie Evingson nell'album Some Cats Know (1999)